# بيراسفنة
بيراسفنة هي قرية في مقاطعة سميرم، إيران. يقدر عدد سكانها بـ 105 نسمة بحسب إحصاء 2016.